# Academia de las Artes y Ciencias Cinematográficas de la República Dominicana (ACCINE RD)
La Academia de las Artes y Ciencias Cinematográficas de la República Dominicana (ACCINE RD) es una institución cultural reconocida como de beneficio público, vinculada al sector cinematográfico del país.
Ha sido constituida como organización sin ánimo de lucro, incorporada mediante RNI:19030/2021  emitido por la  Procuraduría General de la República Dominicana, registrada como Agente Cinematográfico AC-AO 0366  en el Sistema de Información y Registro Cinematográfico (SIRECINE) de la Dirección General de Cine (DGCINE) y autorizada a acreditar la condición académica de sus miembros ante otras academias de cine de Iberoamérica e internacionales vinculadas.

## Historia
La Academia de las Artes y Ciencias Cinematográficas de la República Dominicana (ACCINE RD) es una de las academias operativas de la región que forma parte de la Federación Iberoamericana de Academias de Cine (FIACINE). Su creación responde a objetivos fundacionales compartidos por las academias que integran esta federación, en concordancia con lineamientos generales relacionados con la cinematografía regional.  
Este reconocimiento es compartido con instituciones afines de larga data como la Academia Mexicana de Artes y Ciencias Cinematográficas (AMACC, 1946)  y la Academia de las Artes y las Ciencias Cinematográficas de España (AACCE, 1985), así como otras importantes academias conformadas en el siglo XXI, tales como las representativas de Argentina, Chile, Ecuador, Paraguay, Guatemala, Venezuela, Colombia, Portugal y Brasil. 
En el cumplimiento de sus objetivos estatutarios, la Academia de las Artes y Ciencias Cinematográficas de la República Dominicana (ACCINE RD) lleva a cabo los siguientes programas: 
- Programa de fomento de las artes y de las ciencias relacionadas directa o indirectamente con la cinematografía y el audiovisual, concediendo premios de la academia para reconocer los mejores trabajos de la industria cinematográfica en sus diversas especialidades.
- Programa de envío anual de las mejores obras cinematográficas dominicanas a las academias pares internacionales.
- Programa de publicaciones de información científica, artística y técnica a través de estudios, trabajos y producciones sobre temas relacionados con la cinematografía, canales alternos de exhibición audiovisual y artes afines.
- Programa de promoción, edición y difusión gratuita de estudios científicos, artísticos y técnicos en materia de cinematografía, conceder premios a la investigación, así como gestionar becas y residencias para la ampliación de estudios relacionados con la cinematografía en República Dominicana o en el extranjero.
- Programa de residencias avanzadas para desarrollo de proyectos cinematográficos locales e internacionales vía acuerdos FIACINE.
- Alianzas interinstitucionales privadas y públicas, enfatizando la educación y valores que aporta la cinematografía.
- Estimular la conciencia de los ciudadanos, así como estimular la difusión y la promoción de la cultura cinematográfica y audiovisual dentro de la sociedad.